# Wolverine Records
La Wolverine Records è una casa discografica indipendente tedesca fondata nel 1992 da Sascha Wolff.

## Artisti
- Across the Border
- Ahead to the Sea
- Anarchist Academy
- beNUTS
- Big John Bates
- Bluekilla
- Bonsai Kitten
- Dem Brooklyn Bums
- Dino Martinis
- Gob Squad
- Hammerhai
- Kitty in a Casket
- Mike Zero
- N.O.E.
- Night Nurse
- Popzillas
- Psychotic Youth
- Ripmen
- Sewer Rats
- Sloppy Seconds
- The Spookshow
- Yeti Girls
- ZSK